# بخش قره‌چای
بخش قره‌چای یکی از بخش‌های شهرستان خنداب در استان مرکزی ایران است.

## مردم
مردم بخش قره چای به لری(شوراو)به زبان لری گویش ثلاثی سخن می گویند، و از قوم لر می باشند.

## تقسیمات کشوری
- بخش قره‌چای
  - دهستان اناج
  - دهستان جاورسیان
  - دهستان سنگ سفید

شهر : جاورسیان

## جمعیت
بنابر سرشماری مرکز آمار ایران، جمعیت بخش قره چای شهرستان خنداب در سال ۱۳۹۰ برابر با ۳۲۶۹۷ نفر بوده است.